# 奈史密斯篮球名人纪念堂
奈史密斯篮球名人纪念堂（英語：Naismith Basketball Hall of Fame）位于美国马萨诸塞州斯普林菲尔德，以纪念为篮球运动作出卓越贡献的球员、教练、裁判及其他貢獻者，又或者是特殊的球隊。成立于1959年，冠加的人名是为了纪念篮球发明人詹姆斯·奈史密斯。